# Pichia kluyveri
Pichia kluyveri är en svampart som beskrevs av Bedford ex Kudryavtsev 1960. Pichia kluyveri ingår i släktet Pichia och familjen Pichiaceae.   Inga underarter finns listade i Catalogue of Life.